# Boldizsár Iván
Boldizsár Iván, született Bethlen Iván, 1934-től Boldizsár Iván (Budapest, Erzsébetváros, 1912. november 30. – Budapest, 1988. december 22.) Kossuth- és József Attila-díjas, valamint Állami Díjas magyar író, újságíró, politikus. Fia Boldizsár Gábor tanár, köztisztviselő és Boldizsár Miklós drámaíró, lánya Boldizsár Anna, menye Koncz Zsuzsa Kossuth-díjas énekesnő.
Forrásértékű történelmi és kulturális újságokat, folyóiratokat szerkesztett. A Dániáról szóló 1940-ben megjelent faluszociológiai könyve híressé vált.

## Élete, munkássága

### Fiatalkora, munkássága a második világháború előtt
Bethlen Oszkár (1876–1943) újságíró, lapszerkesztő és László Aranka (1881–1959) gyermekeként született. Szülei 1919-ben elváltak, s apja ugyanebben az évben ismét megnősült. Fiatalon részt vett a Nyugat harmadik nemzedéke lapalapítási kísérleteiben. Bethlen Iván néven versei jelentek meg, ám egyre intenzívebben érdeklődött a társadalmi kérdések iránt, így hamar eltávolodott nemzedéktársai esztétikai elveitől.
Felsőfokú tanulmányokat a Pázmány Péter Tudományegyetem bölcsészeti és orvostudományi fakultásain folytatott. Munkásságát falukutatással kezdte, majd újságírónak szegődött. 1932-től a Névtelen Jegyző, majd az Új Nemzedék, s a Nemzeti Újság munkatársaként működött. 1934-ben családnevét Boldizsárra változtatta, egyes források szerint Bethlen István miniszterelnökkel szembeni ellenérzése jeleként, más források szerint Bethlen István kérelmére. 1936–1938-ban szerkesztette a Szolgálat és Írás Munkatársaság könyvei sorozatot, melynek keretében Kovács Imre (1913–1980) politikai, Szabó Zoltán (1912–1984) szociográfiai, néprajzi jellegű kötetei jelentek meg. 1938-tól szerkesztő volt a Pester Lloydnál.

### Második világháború, Don-kanyar, szökés, átállás
1940-ben (a második bécsi döntés idején) gyors póttartalékosi kiképzés után tizedesként alakulatában előbb az erdélyi bevonulásban vett részt. 1942-ben a Magyar 2. hadsereggel vonult a Don-kanyarhoz. Harcoló alakulatban nem vett részt, a doni frontvonalban harcoló magyar csapatok mögött 8 km-re, az ellátó osztály (élelmiszer, ruházati) raktárát felügyelte őrmester („hadapród”) beosztásban. Ennek köszönhetően alakulatából a harcolók súlyos emberáldozataihoz képest sokkal többen (10 emberből 8) túlélték a doni harcokat és visszavonulást, melynek nagy részét ellátós tisztként gépkocsival tette meg. A visszavonulás során – saját visszaemlékezése szerint − egy égő katonai kórházból társaival 27 magyar sebesültet mentett ki. A visszavonulás vége felé flekktífuszban megbetegedett, előbb helyben, katonai kórházban kezelték, majd tiszti vonattal szállították egy magyarországi kórházba (Esztergom) lábadozni. Alakulatához történő visszabocsátását meg nem várva megszökött a kórházból a további katonai szolgálat elől, Budapesten félillegalitásban, bujkálva várta be a szovjet csapatok megérkezését, bízva baloldali kapcsolataiban. A Magyar Nemzeti Felkelés Felszabadító Bizottsága nevű szervezetben is részt vett, amelynek egyik gyűlésén 1944. november 22-én tartóztatta le a Nemzeti Számonkérés Szervezete Katonai alosztálya többek között Bajcsy-Zsilinszky Endrével, Kiss János altábornaggyal és Tartsay Vilmossal együtt.

### 1945 utáni közéleti tevékenysége
Magyarországon 1945-től az ország tényleges politikai irányítását azonnal a szovjet megszálló erők vették a kezükbe, a velük kollaboráló magyar kommunistákat fokozatosan helyzetbe hozták a hatalomban, a kezdetben koalíciós partnerként működni engedett Független Kisgazdapárt és a Nemzeti Parasztpárt gyors visszaszorítása mellett. Boldizsár Iván, a háború előtti baloldali, paraszt- és szegénypárti közírói munkásságának és kapcsolatainak köszönhetően gyorsan utat talált a szovjetek által kontrollált új „baloldali” hatalmi elitbe.
Az 1945–48-as „koalíciós években” a Nemzeti Parasztpárt képviselőjeként kezdte, ám a gyakorlatban jól együttműködőnek bizonyult az oroszok védelmét maguk mögött tudó kommunistákkal. Olyannyira, hogy az 1946-os, a világháborút lezáró párizsi béketárgyalásokon „baloldali újságíróként” a magyar kormányküldöttség propagandaszolgálatának vezetője volt, mint a Nemzeti Parasztpárt képviselője. Egyes források szerint valójában a kommunisták beépített bizalmasa volt, aki a szovjetek informátoraként naponta jelentett a párizsi szovjet nagykövetségen a magyar küldöttség belső információiról. A küldöttségnek tagjai voltak ugyan parasztpárti és kisgazdapárti képviselők is (vezetője az akkori miniszterelnök, Nagy Ferenc), a gyakorlati vezetés azonban már ekkor a szovjet tárgyalófél kádereinek számító kommunisták és bizalmasaik (pl. Gerő Ernő) kezében volt, akik külön háttéregyeztetéseket folytattak a szovjet döntéshozókkal.
A kitelepítések idején, 1951-ben a kitelepített Kornis Gyula filozófus budai villájába költözhetett, ami a kommunista hatalommal való bizalmi együttműködését jelzi. 1947-től külügyi államtitkárként tevékenykedett, és innentől az 50-es évek rákosista diktatúráját vezető elit tagja. Az 50-es években részt vett a személyi kultusz propagandájában a Magyar Nemzet szerkesztőjeként és újságíróként Rákosit és a személyi kultuszt támogató cikkeket írt.
A Sztálin halála után, 1953-tól felerősödő reformista hullám a magyar vezetésben is összezilálta az erőviszonyokat, Nagy Imre átmeneti megerősödésével és Rákosi pozíciójának meggyengülésével. Ortutay Gyula naplójában 1953 kényes személyi csatáiról emlékezve azt írja: „Boldizsár Iván képviselő, államtitkár, többszörös főszerkesztő igyekszik vissza Rákosi kebelére, mert fél, hogy túlexponálta magát a Nagy Imre-vonal mellett.”

### 1945 utáni újságírói, írói munkássága
A háború végén a Szabad Szót (1945–1946) és az Új Magyarországot (1945–1948) szerkesztette. 1945 után az Új Magyarország röpiratai sorozatban – itt jelent meg a többi között Bibó István A kelet-európai kisállamok nyomorúsága című műve is – két könyve jelent meg, a Megbűnhődte már e nép… (1946) című összefoglalás a magyar béketörekvésekről és a Duna völgyében élő kisnépek egymásrautaltságáról, A másik Magyarország (1946) címmel pedig a magyar ellenállási mozgalom történetét foglalta össze, s azt vizsgálta, hogy a gazdaság, a kultúra és a politika területén hogyan próbálták meg a nemzet legjobbjai elszakítani a németekhez fűződő szálakat, s mint alakult ki a fegyveres ellenállás. 1948-ban Fortocska címmel oroszországi utazásainak benyomásaiból állított össze könyvet, s lenyűgözve adott számot tapasztalatairól. A könyv három kiadásban is megjelent.
1951–55 között a Magyar Nemzetet szerkesztette.
A The New Hungarian Quarterlyt (1960–), és a Színház (1968–) című lapokat szerkesztette, de szerkesztette közben a Béke és Szabadságot és a Hétfői Hírlapot is. Üzemi lapokba is szívesen írt cikkeket, pl. a Kossuth Nyomda Üzemi Híradójába. Fordított angolból, németből, franciából, műfordítással, könyvek szerkesztésével is foglalkozott. Regényeket, útikönyveket, cikkeinek tematikus gyűjteményeit adta közre. Több műfajban kipróbálta magát, filmforgatókönyveket is írt.
A személyi kultusz időszaka alatt újságíróként is dolgozott. A korszak szemléletmódját, türelmetlenségét, szűklátókörűségét tükröző, 1951-ben és 1952-ben írt cikkeinek válogatását A toll fegyverével (1952) címmel jelentette meg. Írásainak hangvételén átütnek a korszak közhelyei, sematikus valóságszemlélete, bár olykor éreztette a sorok között, hogy nem minden vonatkozásban értett egyet a türelmetlen kultúrpolitika megalapozatlan művészi ítéleteivel (A viták éltető ereje). Ez a gyűjtemény Boldizsár Iván pályájának mélypontja volt. Az 1956-os forradalom után következő korszakának vezető témája a lelkiismeret-vizsgálat gesztusa lett.
Munkásságának pozitív bírálói szerint „A két világháború közt mert baloldali lenni, a II. világháború utáni évtizedekben mert polgár lenni, ebben foglalható össze az ő különös attitűdje. Kellett ahhoz bátorság, hogy szerkessze Kovács Imre Néma Forradalom és A kivándorlás, vagy Szabó Zoltán Tardi helyzet és Cifra nyomorúság c. köteteit vagy Kálmán Kata szociofotóit.”
1945 után tudta érzékeltetni azt a polgári miliőt, amely őt az 1930-as években a Pallas Irodalmi és Nyomdai Rt.-ben, majd még a Szikra Nyomdában (1945–1948) is körülvette, ahol a lapszerkesztők és a nyomdászok együtt dolgoztak, a lapok első olvasói és kritikusai a nyomdászok voltak.
A The New Hungarian Quarterly sokat jelentett az itthoni magyar olvasóknak, ebből sajátították el az élő angol nyelvet, majd 1967-től rendelkezésükre állt még az MTI által közreadott angol és német nyelvű napilap, a Daily News – Neueste Nachrichten. A második világháború utáni évtizedekben nem lehetett hozzájutni Magyarországon eredeti angol és egyéb nyugati nyelvű újságokhoz.

## Kötetei (válogatás)
- Móricz Zsigmond–Boldizsár Iván: Tiborc. Kálmán Kata fényképei, Cserépfalvi, Budapest, 1938, (Szolgálat és Írás Munkatársaságának könyvei)
- A gazdag parasztok országa (Dániáról szól), Franklin, Budapest, 1940
- Nagy idők kis lexikonja, Franklin, Budapest, 1941, (Magyar könyvek)
- Megbűnhődte már e nép… Röpirat a magyar békéről és közös hazánkról, a Dunavölgyéről, Új Magyarország, Budapest, 1946, (Az Új Magyarország röpiratai)
- A másik Magyarország. A magyar ellenállási mozgalom története, Antiqua Ny., Budapest, 1946, (Az Új Magyarország röpiratai, angolul, franciául is)
- Fortocska (naplójegyzetek), Cserépfalvi, Budapest,1948
- Téli párbaj (kisregény), Athenaeum, Budapest,1949
- Magyarországi napló, Szépirodalmi Könyvkiadó, Budapest, 1951
- Összeesküvés a magyar nép ellen (Szervezkedés a kommunista rendszer ellen Magyarországon, politikai perek, 1945-1951), Szikra, Budapest, 1952, (angolul, franciául, németül, oroszul is)
- A toll fegyverével (cikkek), Művelt Nép, Budapest, 1952
- A béke hangja. A nemzetközi békeharc válogatott írásai, (összeáll., bev. Boldizsár Iván), Művelt Nép, Budapest, 1952
- Oradour vádol (politikai publicisztika), Országos Béketanács, Budapest, 1953
- Békeharcos írások a sajtóban, Magyar Újságírók Országos Szövetsége, Budapest, 1954, (Újságírók szakmai előadásai és vitái)
- A reménység üzenete, Művelt Nép, Budapest, 1954
- Reggeltől reggelig (regény, ill. Bozóky Mária), Szépirodalmi, Budapest, 1955
- Tiborc új arca. Kálmán Kata fényképei, (bev. Móricz Zsigmond, Móricz Virág, magyarázatok Boldizsár Iván), Művelt Nép, Budapest, 1955
- Magyarország. Útikönyv, (szerk. Boldizsár Iván) Közlöny–Közdok, Budapest, 1955 (angolul, franciául, németül, oroszul, szlovákul is)
- Balatoni kaland (elbeszélések), Szépirodalmi, Budapest, 1956
- Éjfélkor (filmforgatókönyv), (társszerzők: Révész György, Bánk László), Hunnia Filmstúdió, Budapest, 1957
- Halálos felhők, Egyetemi Ny., Budapest, 1957 (Mi van a nagyvilágban? Az Országos Béketanács külpolitikai füzetei)
- Születésnap (regény), Szépirodalmi, Budapest, 1959
- Az éjszaka végén (regény), Szépirodalmi, Budapest, 1962
- Rokonok és idegenek. Franciaországi napló, Gondolat, Budapest, 1963
- Hongrie, Corvina, Budapest, 1964
- Zsiráffal Angliában (útinapló), Magvető, Budapest, 1965
- Királyalma, Szépirodalmi, Budapest, 1967
- Az angyal lába, Szépirodalmi, Budapest, 1969
- A filozófus oroszlán (esszék), Szépirodalmi, Budapest, 1971
- New York percről percre (útinapló), Magvető, Budapest, 1971
- Halálaim, Szépirodalmi, Budapest, 1974
- A szárnyas ló, Szépirodalmi, Budapest, 1975

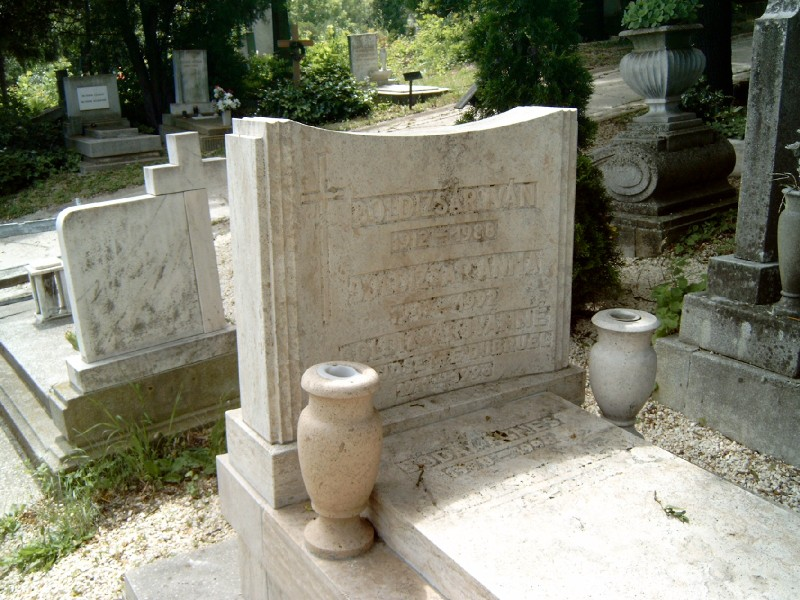
Boldizsár Iván sírja Budapesten. Farkasréti temető: 22/1-1-62.

- A félelem iskolája (elbeszélések), Szépirodalmi, Budapest, 1977
- Szépecske haza, Kozmosz Könyvek, Budapest, 1978
- A sétáló szobor, Szépirodalmi, Budapest, 1978
- Örökké élni (elbeszélések) Magvető–Szépirodalmi, Budapest, 1979
- Tündér Viola és a bábuk, (ill. Würtz Ádám), Móra, Budapest, 1981
- Don-Buda-Párizs. Visszaemlékezések, Magvető, Budapest, 1982, (Tények és tanúk, ISSN 0324-797X)
- A korona napja (cikkek, vázlatok), Szépirodalmi, Budapest, 1983
- Szülőföldünk, Európa, Szépirodalmi, Budapest, 1985
- Keser-édes (elbeszélések, visszaemlékezések), Magvető, Budapest, 1987
- Miféle önéletrajz?, Helikon, Budapest, 1987
- Az ellentétek párbeszéde. Bécsi vita az európai kulturális örökségről, (vitavezető Boldizsár Iván, François Bondy, magyar kiad. szerk. Boldizsár Iván), MTI, Budapest, 1987
- A lebegők, Magvető, Budapest, 1989

### Filmforgatókönyvei
- Éjfélkor (1957)
- Micsoda éjszaka (1958)
- Az aranyfej (1963)
- Igen (1964)[17]

## Társasági tagság
- A Magyar PEN Club elnöke (1970–)
- Az Országos Béketanács elnökhelyettese (1972–)
- A Nemzetközi PEN Club elnöke (1984–)

## Díjai, elismerései
- A Magyar Szabadságrend ezüst fokozata (1947)
- Kossuth-érdemrend (1948)
- Munka Érdemrend (1955)
- Rózsa Ferenc-díj (1967)
- A Munka Érdemrend arany fokozata (1969, 1972, 1979)
- József Attila-díj (1970)
- Állami Díj II. fokozat (1975) – irodalmi-publicisztikai tevékenységéért, a magyar kultúra belföldi és külföldi terjesztéséért
- A Móra Könyvkiadó Nívódíja (1981)
- A Magyar Népköztársaság Zászlórendje (1982)
- Az Év Könyve Jutalom (1992)

## Emlékezete
- Alakja felbukkan Kondor Vilmos: Budapest romokban című bűnügyi regényében, mint az oknyomozó újságíróként dolgozó főhős főszerkesztője.